# Circuit Mont-Tremblant
Circuit Mont-Tremblant je dirkališče, ki leži blizu kanadske vasi Saint-Jovite v Quebecu. V letih 1968 in 1970 je gostilo dirko Formule 1 za Veliko nagrado Kanade.

## Zmagovalci
| Leto | Dirkač      | Moštvo       | Poročilo |
| ---- | ----------- | ------------ | -------- |
| 1970 | Jacky Ickx  | Ferrari      | Poročilo |
| 1968 | Denny Hulme | McLaren-Ford | Poročilo |